# Ибрахим Мустафа
Ибрахим Мустафа (Тамале, 18. јул 2000) гански је фудбалер који тренутно наступа за ЛАСК Линц.

## Каријера
Ибрахим Мустафа је у Црвену звезду дошао почетком 2020. године. Кратко се задржао у омладинској екипи, а затим је неко време тренирао са младим тимом Графичара. Током наредног лета прослеђен је чајетинском Златибору, за који је дебитовао у Суперлиги Србије. Следеће године уступљен је Радничком из Сремске Митровице, а током јесењег дела такмичарске 2021/22. остварио се као најбољи стрелац екипе са 7 погодака. Средином јануара 2022. продужио је уговор са Црвеном звездом до лета 2025. године. Недуго након тога прикључен је раду са првим тимом током зимског припремног периода. У фебруару 2022. уступљен је Новом Пазару до краја сезоне у Суперлиги Србије. Ту је стандардно наступао и постигао 4 поготка. Одазвао се првој прозивци екипе Црвене звезде у сезони 2022/23. Свој први погодак у дресу Црвене звезде постигао је на пријатељској утакмици са Зенитом у Санкт Петербургу 22. новембра 2022. Дана 7. фебруара 2023. прешао је у ЛАСК из Линца.

## Статистика

### Клупска
Ажурирано 20. фебруара 2024.
|                                        |          |                     |    |    |   |   |    |   |   |   |     |    |  |  |
| Златибор Чајетина (позајмица)          | 2020/21. | Суперлига Србије    | 5  | 0  | 0 | 0 | —  | — | — | — | 5   | 0  |  |  |
|                                        |          |                     |    |    |   |   |    |   |   |   |     |    |  |  |
| Раднички Сремска Митровица (позајмица) | 2020/21. | Прва лига Србије    | 13 | 2  | — | — | —  | — | — | — | 13  | 2  |  |  |
| Раднички Сремска Митровица (позајмица) | 2021/22. | Прва лига Србије    | 19 | 7  | 1 | 0 | —  | — | — | — | 20  | 7  |  |  |
| Раднички Сремска Митровица (позајмица) | Укупно   | Укупно              | 32 | 9  | 1 | 0 | —  | — | — | — | 33  | 9  |  |  |
|                                        |          |                     |    |    |   |   |    |   |   |   |     |    |  |  |
| Нови Пазар (позајмица)                 | 2021/22. | Суперлига Србије    | 15 | 4  | 1 | 0 | —  | — | 2 | 0 | 18  | 4  |  |  |
|                                        |          |                     |    |    |   |   |    |   |   |   |     |    |  |  |
| Црвена звезда                          | 2022/23. | Суперлига Србије    | 12 | 0  | 0 | 0 | 7  | 0 | — | — | 19  | 0  |  |  |
|                                        |          |                     |    |    |   |   |    |   |   |   |     |    |  |  |
| ЛАСК Линц                              | 2022/23. | Бундеслига Аустрије | 15 | 3  | 1 | 0 | —  | — | — | — | 16  | 3  |  |  |
| ЛАСК Линц                              | 2023/24. | Бундеслига Аустрије | 10 | 0  | 3 | 1 | 7  | 0 | — | — | 20  | 1  |  |  |
| ЛАСК Линц                              | Укупно   | Укупно              | 25 | 3  | 4 | 1 | 7  | 0 | — | — | 36  | 4  |  |  |
|                                        |          |                     |    |    |   |   |    |   |   |   |     |    |  |  |
| Каријера                               | Каријера | Каријера            | 89 | 16 | 6 | 1 | 14 | 0 | 2 | 0 | 111 | 17 |  |  |
|                                        |          |                     |    |    |   |   |    |   |   |   |     |    |  |  |

## Трофеји и награде
Црвена звезда
- Суперлига Србије : 2022/23.[23]